# Karel Vohralík
Karel Vohralík, češki hokejist, * 22. februar 1945, Pardubice, Češka, † 17. oktober 1998, Pardubice.
Vohralík je v češkoslovaški ligi igral za klub HC Pardubice, s katerim je v sezoni 1972/73 osvojil naslov državnega prvaka, skupno pa je v trinajstih sezonah odigral 425 prvenstvenih tekem in dosegel 36 golov.
Za češkoslovaško reprezentanco je igral na enih olimpijskih igrah, kjer je bil dobitnik ene bronaste medalje, ter enem Svetovnem prvenstvu, kjer je bil prav tako dobitnik bronaste medalje. Skupno je za reprezentanco nastopil na štiridesetih tekmah.